# Siemens México
Siemens México, también conocido como Siemens Mesoamérica, es una parte de la empresa global Siemens AG. Desde sus oficinas centrales en Ciudad de México, Siemens coordina y ejecuta su estrategia de negocios, proyectos y actividades de responsabilidad social en toda el área, incluyendo México, Centroamérica y El Caribe, incluyendo países como Costa Rica, Panamá, Guatemala, El Salvador y República Dominicana.